# Station Aulendorf
Station Aulendorf is een spoorwegstation in de Duitse plaats Aulendorf in Baden-Württemberg. Het station werd in 1849 geopend aan de spoorlijn Ulm - Friedrichshafen. 